# Yatteyattah
Yatteyattah (engelska: Yatteyattah Nature Reserve) är ett naturreservat i Australien. Det ligger i delstaten New South Wales, i den sydöstra delen av landet, omkring 170 kilometer sydväst om delstatshuvudstaden Sydney.
Trakten runt Yatteyattah består i huvudsak av gräsmarker. Runt Yatteyattah är det glesbefolkat, med 18 invånare per kvadratkilometer. Genomsnittlig årsnederbörd är 1 370 millimeter. Den regnigaste månaden är mars, med i genomsnitt 203 mm nederbörd, och den torraste är juli, med 40 mm nederbörd.